# Маттеи, Станислао
Гаэтано Станислао Маттеи (итал. Gaetano Stanislao Mattei; 12 февраля 1750 года, Болонья, Папская область — 12 мая 1825 года, там же) — итальянский монах-францисканец, который сегодня известен не столько как композитор, сколько как новатор в области музыкальной педагогики. Среди его учеников были Джоаккино Россини, Гаэтано Доницетти, Франческо Морлакки.

## Биография
Гаэтано Станислао Маттеи родился 10 февраля 1750 года в Болонье, в Папской области в семье кузнеца Джузеппе Маттеи и Терезы Борсари. Начальное музыкальное образование получил у падре Джованни Баттиста Мартини. Будущий композитор был любимым учеником маэстро, а позднее стал его другом и исповедником.
1 октября 1765 года Гаэтано Станислао Маттеи стал заштатным клириком в подворье монастыря Сан-Франческо-делла-Риккардина, который принадлежал францисканцам, а 29 апреля 1768 года перешёл в монастырь Сан-Франческо в Болонье, в церкви которого некоторое время служил органистом. 29 сентября 1767 года вступил в Орден Братьев Меньших. 16 марта 1771 года был рукоположен в субдиакона, а 14 марта 1772 года в диакона. 29 декабря того же года был рукоположен в сан священника, а 27 августа 1784 года окончательно принят в братию монастыря.
4 июня 1776 года Станислао Маттеи был официально утверждён на должности заместителя капельмейстера в капелле монастырской церкви Святого Франциска. Это назначение вызвало ожесточенный спор между монастырём и Филармонической академией в Болонье, члены которой требовали исполнения папского бреве «Ниспослав молитвы» (лат. Demissas preces) от 1749 года, согласно которому преемник Джованни Баттисты Мартини должен быть одобрен ими и не принадлежать к духовенству. 18 июля 1777 года совет монастыря выразил официальный протест по этому поводу, принятый Папой Пием VI рескриптом от 10 февраля 1778 года.
После смерти учителя в 1784 году, Станислао Маттеи стал капельмейстером церкви Святого Франциска, а с 1817 года и базилики Святого Петрония. С 3 февраля по 1 апреля 1809 года был капельмейстером в базилике дель Санто в Падуе.
После оккупации Италии армией Наполеона Бонапарта и упразднения монашеских орденов, 21 октября 1797 года монастырь Сан-Франческо в Болонье был закрыт. Станислао Маттеи поселился с матерью в доме на улице Назоделла, где жил в бедности в течение длительного времени, сохраняя книги и рукописи из библиотеки падре Джованни Баттисты Мартини. В 1804 году был принят на место преподавателя контрапункта в филармонический лицей в Болонье (ныне Консерватория Джованни Батиста Мартини), где трудился до самой смерти. 
С упразднением монашеских орденов Станислао Маттеи 1 марта 1799 года был удостоен звания академика и стал членом Болонской филармонической академии. В 1803, 1808 и 1818 годах занимал пост президента этой академии. В 1780 году стал членом Филармонической академии в Модене. В 1808 году был избран одним из восьми членов музыкального отделения в реформированной Итальянской академии наук, литературы и искусства. 24 января 1824 года стал членом-корреспондентом Королевской академии изящных искусств Франции.
Станислао Маттеи умер 12 мая 1825 года в Болонье. Панихида прошла в церкви Святой Екатерины на улице Сарагоса. Его похоронили в аллее достопочтенных граждан на кладбище в Чертозе. В 1926 году прах композитора перенесли в церковь Святого Франциска в Болонье. В Филармонической академии сразу после похорон состоялся вечер памяти, в котором приняли участие более ста музыкантов.